# District de Bokaro
Le district de Bokaro est un district de l'état du Jharkhand, en Inde,

## Géographie
Au recensement de 2011, sa population compte 2 062 330 habitants.
Son chef-lieu est la ville de Bokaro Steel City. 